# Hudojestvennaia Literatura
Hudojestvennaia Literatura (Художественная литература, Худли́т; anterior Государственное издательство художественной литературы, prescurtată Гослитиздат, ГИХЛ) este o editură sovietică și apoi rusă specializată în publicarea operelor literare sovietice, rusești și străine în limba rusă. În prezent, este o companie de stat federală. Sediul ei se află în Moscova, pe strada Novaia Basmannaia nr. 19.

## Istoric
Editura de Stat pentru Literatură Artistică (ГИХЛ) a fost înființată la 1 octombrie 1930 în Moscova prin fuzionarea sectorului literar-artistic al Gosizdat cu editura Zemlia i fabrika. În 1934 a fost redenumită Goslitizdat (Гослитиздат). În 1937 ea a fuzionat cu editura Academia. Începând din anul 1963 ea poartă numele de Editura Literatura Artistică (Художественная литература, ИХЛ).
Editura a publicat operele clasice ale literaturii universale, precum și cele mai semnificative opere ale scriitorilor contemporani străini. Scriitorii contemporani ruși erau incluși doar dacă fpceau parte din grupul celor mai cunoscuți scriitori, denumiți "clasicii literaturii sovietice".
În anii 1960-1980 Hudlit a fost principala editură din URSS în domeniul literaturii clasice, ca număr de cărți tipărite și ca tiraj. Astfel, în anii 1967-1977 au fost publicate 200 de volume din seria "Biblioteca de literatură universală". Fiecare volum (inițial într-un tiraj de 300.000 de exemplare, din 1973 — 303.000 de exemplare) conținea o prefață, note și ilustrații. Seria "Biblioteca de literatură universală" s-a suprapus cu seria "Biblioteca clasică", fondată în 1977 și limitată la operele publicate în secolele XIX—XX. "Biblioteca clasică" a fost concepută pentru a umple golurile în reflectarea istoriei literaturii universale și a avut inițial în plan publicarea a 147 de cărți.
Editura a publicat intensiv operele alese ale lui Lev Tolstoi și Mihail Șolohov (într-un tiraj de 1 milion de exemplare fiecare), o colecție de scrieri ale lui Aleksandr Pușkin într-un tiraj de 10,7 milioane exemplare. Ca rezultat al campaniei "Cărți în schimbul maculaturii" din 1974, au fost publicate în 20 de ani un număr de aproximativ 200 de opere de ficțiune într-un tiraj de 210 milioane de exemplare.
De asemenea, Goslitizdat a lansat Roman-Gazeta, revistele Moskva, Neva, Zvezda, Detskaia literatura.
Începând din anul 1963 editura a avut o filială la Leningrad.
În 1980 editura a fost decorată cu ordinul Steagul Roșu al Muncii.
Potrivit evidențelor Comitetului de Stat pentru Edituri din anii 1980, editura era unul dintre principalii editori de literatură artistică. În ceea ce primește tirajul și numărul de foi tipărite, "Literatura artistică" era una dintre primele edituri sovietice, aflându-se în 1980 pe locul II, în urma editurii Prosveșcenie. În anii 1980-1990 indicatorii activității editoriale a editurii au fost următoarele:
| 1980                                         | 1985     | 1990      |           |
| -------------------------------------------- | -------- | --------- | --------- |
| Număr de cărți și broșuri tipărite           | 335      | 334       | 364       |
| Tiraj în milioane de exemplare               | 64,160   | 85,945    | 66,2216   |
| Număr de coli tipărite în milioane de bucăți | 1550,919 | 2218,2718 | 1756,5994 |

## Directori
- 1934-1937 — Ivan Mihailovici Bespalov (redactor-șef)
- 1937-1939 — Solomon Abramovici Lozovski
- Aleksandr Antonovici Kopiatkevici (redactor-șef)
- 1945-1948 — Fiodor Mihailovici Golovencenko
- 1948-1956 — Anatoli Konstantinovici Kotov
- 1957-1962 — Grigori Ivanovici Vladîkin
- 1977-1986 — Osipov, Valentin Оsipovici Osipov
- 1987-1996 — Gheorghi Andreevici Andjaparidze.
- 1996-2008 — Arkadi Naumovici Petrov
- 2008 — prezent — Gheorghi Vladimirovici Priajin

## Serii de cărți publicate de editură
- Забытая книга
- Библиотека античной литературы (lansată în 1963)
- Библиотека всемирной литературы
- Народная библиотека (1930-1977; a continuat cu seria «Классики и современники»)
- Классики и современники (în 1977)
- Библиотека литературы Возрождения
- Библиотека исторического романа
- Библиотека учителя (межиздательская серия)
- Библиотека польской литературы (межиздательская серия)
- Библиотека финской литературы (межиздательская серия)
- Библиотека японской литературы (межиздательская серия)
- Библиотека китайской литературы (межиздательская серия)
- Библиотека индийской литературы (межиздательская серия)
- Восточный альманах
- Памятники литературы Древней Руси (lansată în 1978)
- Библиотека произведений, удостоенных Ленинской премии
- Литературные мемуары
- Зарубежный роман XX века (lansată în 1957)
- Библиотека классики (lansată în 1977)
- Русская муза (lansată în 1985)
- Библиотека советской поэзии (lansată în 1957)
- Сокровища лирической поэзии (în 1963)